# Zimní stadion Luďka Čajky
Zimní stadion Luďka Čajky (od roku 2023 sponzorským názvem Trinity Bank Arena Luďka Čajky) je sportovní stadion, který se nachází ve Zlíně. Své domácí zápasy zde odehrává klub ledního hokeje Berani Zlín. Stadion byl uveden do provozu v roce 1957 a v 60. letech 20. století byl zastřešen. Pojmenován byl v roce 1990 po zlínském hráči Luďkovi Čajkovi, který tragicky zemřel na následky zranění při utkání v Košicích.

## Parametry
Zdroj: 
- kapacita: 7 000 diváků (4 125 sedících, 2 875 na stání)
- rozměr kluziště: 60×29 metrů